# Сааринен, Айно-Кайса
Айно-Кайса Сааринен (фин. Aino-Kaisa Saarinen; род. 1 февраля 1979, Холлола) — известная финская лыжница, 4-кратная чемпионка мира.

## Карьера

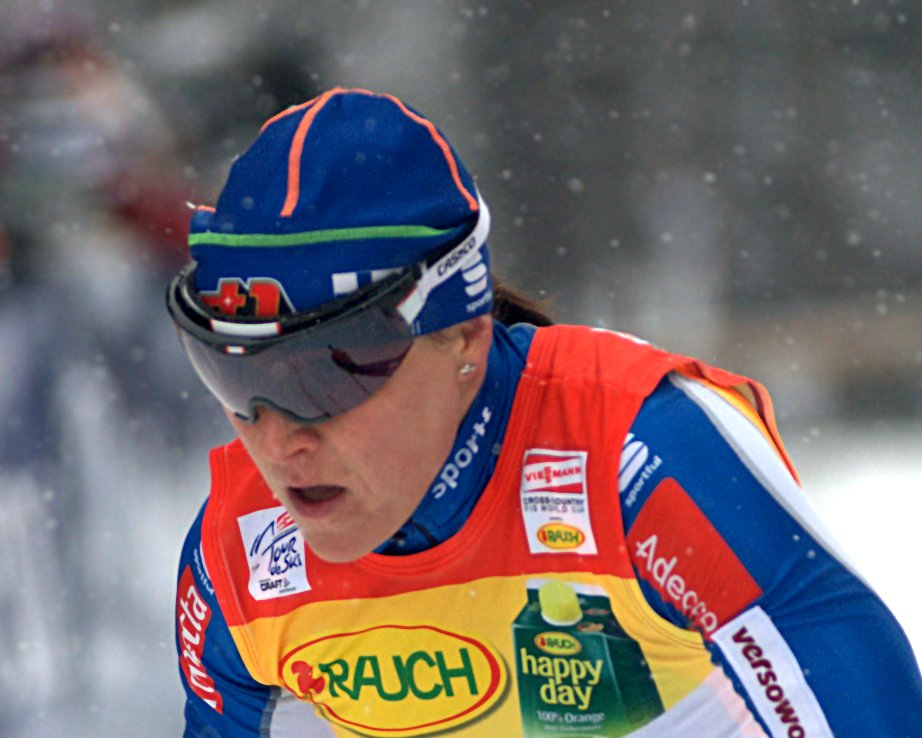
2010 год

В Кубке мира дебютировала 7 марта 1998 года. Участница юниорского мирового первенства 1999 года (Зальфельден). Регулярно участвовать в Кубке мира и иных взрослых соревнованиях начала с 2000 года. В 2001 году дебютировала на чемпионате мира (Лахти). В 2003 году впервые стала призёром этапа Кубка мира, выиграв бронзу в эстафете (Нове-Место-на-Мораве), в 2005 году выиграла свою первую гонку в рамках Кубка мира (эстафета, Фалун). Участвовала в чемпионатах мира 2003 (Валь-ди-Фьемме) и 2005 (Оберстдорф). Участвовала в Олимпиаде-2006 в Турине, где стала бронзовым призёром в командном спринте (вместе с Вирпи Куйтунен). Чемпионка мира 2007 года (эстафета, Саппоро, вместе с Вирпи Куйтунен, Рийтта-Лийса Ропонен, Пирьё Маннинен). Весьма удачно выступила на ЧМ-2009 в Либереце, где выиграла три золотые медали (10 км, командный спринт вместе с Вирпи Куйтунен и эстафета вместе с Пирьё Муранен, Куйтунен и Ропонен) и одну бронзовую (дуатлон). Заняла 3-е место в общем зачёте Кубка мира 2008/09. На Олимпиаде-2010 в Ванкувере стала двукратным бронзовым призёром (30 км, эстафета вместе с Муранен, Куйтунен и Ропонен). По состоянию на конец февраля 2010 года занимает 3-е место в общем зачёте Кубка мира 2009/10. Призёром этапов Кубка мира становилась более 30 раз.